# Lügen in Zeiten des Krieges
Lügen in Zeiten des Krieges (englischer Originaltitel: Wartime Lies) ist ein Roman des amerikanischen Schriftstellers Louis Begley. Er erschien als literarisches Debüt des bereits 57-jährigen Begley 1991 beim New Yorker Verlag Alfred A. Knopf und wurde in der Folge mit zahlreichen Preisen ausgezeichnet, darunter dem Hemingway Foundation PEN Award und dem Prix Médicis étranger. 1994 publizierte der Suhrkamp Verlag die deutsche Übersetzung von Christa Krüger, die den Jeanette Schocken Preis erhielt. 
Der Ich-Erzähler des Romans ist ein polnisch-jüdischer Junge namens Maciek, der in den Jahren 1939 bis 1944  die Judenverfolgung im besetzten Polen erlebt. An der Seite seiner Tante muss er sich verstecken und immer neue Tarnungen erfinden, um nicht als Jude erkannt zu werden und den Zweiten Weltkrieg zu überleben. Die Erfahrungen prägen das weitere Leben des Erzählers. Begley, der selbst aus Polen stammt, verarbeitete in dem Roman eigene Erfahrungen des Holocausts.

## Inhalt
Maciek wird 1933 in der ostpolnischen Stadt T. geboren. Nach dem Tod seiner Mutter wird er vom Vater, einem angesehenen Arzt, und seiner Tante Tanja großgezogen. Mit dem Anschluss Österreichs und der nahenden Bedrohung Hitler-Deutschlands fallen die ersten Schatten auf seine behütete Kindheit in der jüdischen Familie. Der deutsche Überfall auf Polen treibt die Großeltern ins sowjetisch besetzte T. Mit dem Angriff auf die Sowjetunion rücken deutsche Truppen auch in T. ein und konfiszieren ihr Haus. Während Macieks Vater als Arzt in die Sowjetunion evakuiert wird, bleiben Maciek, seine Tante und die Großeltern in T. zurück und erleben die ersten judenfeindlichen Übergriffe. Es ist nun an Tanja, das Überleben der Familie zu sichern, indem sie sich mit einflussreichen Personen gut stellt, zuerst mit dem Rechtsanwalt Bern, der im Judenrat aktiv ist, später mit dem deutschen Offizier Reinhard, der sie in seiner Wohnung versteckt. Als er auffliegt, bringt er sich selbst und Macieks Großmutter um. Maciek und seine Tante tauchen unter und verstecken sich in diversen schäbigen Quartieren voller Ungeziefer.
Mit falschen Papieren, die ihnen ein im Untergrund lebender Jude namens Hertz beschafft hat, treffen sie als Mutter und Sohn 1943 in Warschau ein, wo sie den Großvater ausfindig machen und von ferne erleben, wie der Aufstand im Warschauer Ghetto niedergeschlagen wird. In ständiger Furcht vor Enttarnung versuchen sie die Witwe Pani Dumont, bei der sie zur Untermiete eingezogen sind, mit einem Gespinst von Lügen für sich einzunehmen. So gibt sich Tanja als katholische Arztwitwe aus, während Maciek den Katechismusunterricht besucht und unter großen Gewissensqualen die Erstkommunion empfängt. Als im Oktober 1944 der Warschauer Aufstand niedergeschlagen wird, rächen sich die Besatzer mit brutalen Vergeltungsmaßnahmen gegen die Zivilbevölkerung. Erneut ist es die Geistesgegenwart Tanjas, die beide rettet. Während sie sich zuerst als alte Frau tarnt, um den Vergewaltigungen zu entgehen, schlüpft sie am Tag der drohenden Deportation nach Auschwitz in die Rolle einer herrschgewohnten Arztwitwe, die nur zufällig in den Trek der Deportierten gelangt sei. Sie überzeugt einen deutschen Offizier am Bahnhof, sie in einen Zug nach R. umsteigen zu lassen, den sie auf halber Strecke verlassen.
Die nächsten Monate verbringen Tanja und Maciek im polnischen Dorf Piasowe, das so weit ab vom Schuss liegt, dass keine Nachrichten aus Warschau hierher vordringen. Die Bauern wissen weder um das Verbot, Flüchtlinge zu beherbergen, noch um die Möglichkeit, diese zu erpressen. Maciek hütet Kühe und spielt mit der Dorfjugend, während Tanja in den Handel mit schwarzgebranntem Wodka (so genanntem „Bimber“) einsteigt. Nach dem Erhalt einer Nachricht vom Verbleib des Großvaters macht sich Tanja auf die Suche nach ihm, kehrt jedoch mit der niederschmetternden Botschaft zurück, dass er verraten und ermordet wurde. Als sie sich gegen die Zudringlichkeiten des Großhändlers Pan Nowak zur Wehr setzt, sind sie auch in Piasowe nicht länger sicher und fliehen nach Kielce, wo sie im Januar 1945 die Befreiung durch die Rote Armee erleben.
Auch nach Ende des Zweiten Weltkriegs behält Maciek seine nicht-jüdische Tarnidentität bei. Es kommt auch im befreiten Polen zu antisemitischen Pogromen wie dem Pogrom von Kielce, doch Tanja und Maciek haben ihre Lektion gelernt und passen sich an. Sie leben inzwischen in Krakau, wohin auch der Vater mit einer neuen Frau aus Russland zurückkehrt. Sohn und Vater können über die Kriegsjahre nicht miteinander reden. Am Gymnasium hat Maciek seinen ersten Freund, der ihn beschützt, doch die Freundschaft kann nicht auf Dauer sein, denn unter dem falschen Namen wird Maciek für ihn stets unauffindbar bleiben. Mit 50 Jahren kann der Mann, der einst Maciek gewesen ist, die Erinnerung an seine Kindheit nicht ertragen, und er leidet noch immer an der Scham, überlebt zu haben.

## Hintergrund und Entstehungsgeschichte
Der Roman Lügen in Zeiten des Krieges beruht auf den Kindheitserinnerungen Louis Begleys, der – damals noch unter seinem Geburtsnamen Ludwik Begleiter – den Krieg und die Judenverfolgung in Polen erlebte und nur durch glückliche Zufälle überlebte, ehe er 1947 als 13-Jähriger mit seiner Familie in die USA auswanderte. Allerdings betonte Begley selbst immer wieder den Romancharakter des Buches, das keine Autobiografie sei, so in seinem grundsätzlichen Essay Who the Novelist Really Is (deutsch: Wer ist der Romanautor in Wirklichkeit?) in der New York Times. Seine Erinnerungen an die Zeit 1941 bis 1944, die er an der Seite seiner Mutter in ständig wechselnden Verstecken verbrachte, seien nur noch punktuell und ausschließlich auf Innenräume beschränkt. Der zeitliche Abstand von einem halben Jahrhundert habe seine Erinnerungen verwischt und verändert, er habe jedoch die Aufarbeitung seiner Kindheit überhaupt erst möglich gemacht. Darin erinnert er Christa Krüger an den Erzähler des Romans: „Er hatte eine Kindheit, die zu erinnern er nicht ertragen kann, er hat sich eine erfinden müssen.“
Begley, der in den Vereinigten Staaten eine Karriere als Anwalt machte, hatte nach eigenen Angaben seit seiner College-Zeit keine Erzählungen mehr verfasst. Allerdings habe er sich auf seinem Arbeitsweg immer wieder Geschichten ausgedacht. Schließlich habe er eines Tages kurzentschlossen einen Laptop gekauft, einen dreimonatigen „Fortbildungsurlaub“ genommen und eine Geschichte niedergeschrieben, die in seinem Kopf längst Gestalt angenommen hatte: „Ich war mit meiner Geschichte schon lange fertig, ich hatte sie schon lange durchanalysiert und betrachtet von allen Seiten“. Vom 1. August 1989 arbeitete er gut drei Monate an dem Roman, zuerst in Long Island, später in Venedig und Sevilla. Freunde und Bekannte ermutigten ihn, den fertig gestellten Roman zu veröffentlichen. Der Agent seiner Frau Anka Muhlstein vermittelte ihn an den renommierten Verlag Alfred A. Knopf, wo er von Elisabeth Sifton lektoriert wurde. Der Roman erschien 1991 in den Vereinigten Staaten und drei Jahre später in Deutschland bei Suhrkamp. Aus der Begegnung Begleys mit dem Verleger Siegfried Unseld entstand eine langjährige Freundschaft.
Nach dem Erfolg von Lügen in Zeiten des Krieges erwarteten Kritiker und Leser weitere Romane zum Thema Holocaust. Begley hielt dem entgegen: „Kann man erwarten, daß ein Autor, der einmal Erfahrungen mit dem Holocaust, wie er sie als sieben- bis elfjähriges Kind gemacht hat, in einem Roman verarbeitet, fortan diesem Thema verhaftet bleibt? […] Ich glaube nicht.“ Als Schriftsteller schöpfe er stets aus eigenen Erlebnissen. So sind seine späteren Romane laut Christa Krüger eher „Zeugnisse der Assimilation eines Immigranten“. Ihre Protagonisten, die der Oberschicht an der amerikanischen Ostküste angehören, müssen ebenso mit Demütigungen, Selbsttäuschungen und Lügen umgehen, wie der melancholische Erzähler aus Begleys Debüt. Der Autor beschrieb in einem Nachwort zum Roman aus dem Jahr 2004: „Daß ich mich in Lügen in Zeiten des Krieges um grundlegende Ehrlichkeit bemüht habe, gilt nicht nur für diesen, sondern für alle meine Romane, es war immer mein Ziel, aus ästhetischen, wenn nicht aus moralischen Gründen. […] Ich hatte eine Geschichte zu erzählen, die keine Lüge war.“

## Rezeption
Wartime Lies wurde nach seinem Erscheinen 1991 in allen wichtigen amerikanischen Feuilletons besprochen und als „literarische Sensation“ gefeiert. Die New York Times nahm den Roman in ihre Liste der zehn wichtigsten Bücher des Jahres auf. Der Roman erhielt den Hemingway Foundation PEN Award und den The Irish Times-Aer Lingus International Fiction Prize. Die französische Übersetzung wurde 1992 mit dem Prix Médicis étranger ausgezeichnet. Inhaltlich konzentrierten sich die meisten Rezensionen auf die Person des Autors und sein 40 Jahre währendes Schweigen über die Geschichte seiner Kindheit. Richard Eder lobte in der Los Angeles Times die Perspektive des Kindes, die „eine unerwartet neue Sicht“ auf den Schrecken des Holocausts biete. Janet Malcolm betonte in der New York Review of Books den „verhaltenen, fast sprachlosen Ton“ Begleys, der wirke, „als wollten ihm die Worte in der Kehle stecken bleiben“. Stanley Kubrick plante eine Verfilmung unter dem Titel Aryan Papers, gab das Projekt aber nach der Veröffentlichung von Schindlers Liste wieder auf.
Die deutsche Übersetzung wurde 1995 mit dem Jeanette Schocken Preis ausgezeichnet. Gert Heidenreich lobte in der Laudatio: „Das Buch argumentiert nicht, es überzeugt durch die Kraft der Vergegenwärtigung einer Überlebensstrategie.“ Es zeige auf, wie stark die Zerstörung auch nach dem Überleben wirke. Leon de Winter warf Begley vor, dass keine „Trennlinie zwischen Fiktion und Wirklichkeit“ erkennbar sei. So sei Lügen in Zeiten des Krieges zwar ein „herzzerreißendes Buch“, aber dies „mit Mitteln, die von größter Reduktion bis zu schamloser Effekthascherei reichen“. Paul Ingendaay hingegen rechtfertigte: „Das Überleben durch Lügen darf in den Bereich der literarischen Fiktion eintreten“. Der Autor habe sich mit seinem Roman nicht von seiner Vergangenheit freigeschrieben, sondern im Stile eines Max Frisch „bis zur Unkenntlichkeit entblößt“. Ruth Klüger resümierte: „Die Ausgrabung der verschütteten Kindheit und ihre Verwertung in einer ‚Erfindung‘ hat offensichtlich einen erstklassigen Romancier zutage gebracht“.
Zum Verkaufserfolg des Romans im deutschen Sprachraum trug auch eine Besprechung in der Fernsehsendung Das Literarische Quartett im August 1994 bei. Von Marcel Reich-Ranicki wurde Begley als „gewissenhafter Berichterstatter“ und „nüchterner Chronist“ gelobt, der mit der Feder eines „temperamentvollen Geschichtenerzählers“ schreibe. Dadurch sei der Roman „beides zugleich und auf einmal: ein einzigartiges Zeitdokument und ein ergreifender Roman.“ Die Startauflage von 8.600 Exemplaren steigerte sich einen Monat nach Ausstrahlung der Sendung auf 44.000 verkaufte Exemplare. Der Roman hielt sich mehrere Monate auf der Bestsellerliste des Spiegels und erreichte im Dezember 1994 Rang 6.

## Ausgaben
- Louis Begley: Wartime Lies. Alfred Knopf, New York 1991 ISBN 0-679-40016-8
- Louis Begley: Lügen in Zeiten des Krieges. Aus dem Amerikanischen von Christa Krüger. Suhrkamp, Frankfurt am Main 1994 ISBN 3-518-40652-3[14]